# Čeložnice
Čeložnice (in tedesco Czelloschnitz) è un comune della Repubblica Ceca facente parte del distretto di Hodonín, in Moravia Meridionale.